# Курбское сельское поселение
Курбское сельское поселение — муниципальное образование в Ярославском муниципальном районе Ярославской области России. 
Административный центр — село Курба.

## История
Курбское сельское поселение образовано 1 января 2005 года в соответствии с законом Ярославской области № 65-з от 21 декабря 2004 года «О наименованиях, границах и статусе муниципальных образований Ярославской области», границы сельского поселения установлены в административных границах Курбского, Меленковского, Мордвиновского, Ширинского сельских округов.

## Население
| 2007  | 2010  | 2011  | 2012  | 2013  | 2014  | 2015  |
| ----- | ----- | ----- | ----- | ----- | ----- | ----- |
| 6094  | ↘5381 | ↗5386 | ↗5542 | ↗5571 | ↗5690 | ↗5813 |
| 2016  | 2017  | 2018  | 2019  | 2020  | 2021  |       |
| ↗5842 | ↘5797 | ↘5715 | ↘5575 | ↘5496 | ↘5240 |       |

## Населённые пункты
В сельское поселение входят 109 населённых пунктов.
| №   | Населённый пункт | Тип     | Население | Сельский округ               |
| --- | ---------------- | ------- | --------- | ---------------------------- |
| 1   | Алеханово        | деревня | ↘2        | Курбский сельский округ      |
| 2   | Аристово         | деревня | ↘57       | Меленковский сельский округ  |
| 3   | Афонино          | деревня | ↘304      | Мордвиновский сельский округ |
| 4   | Баканово         | деревня | ↘20       | Курбский сельский округ      |
| 5   | Балакирево       | деревня | ↗2        | Курбский сельский округ      |
| 6   | Балакирево       | село    | ↘0        | Мордвиновский сельский округ |
| 7   | Барское          | деревня | ↗4        | Меленковский сельский округ  |
| 8   | Барышкино        | деревня | →0        | Меленковский сельский округ  |
| 9   | Белягино         | деревня | ↘0        | Мордвиновский сельский округ |
| 10  | Большое Макарово | деревня | ↘0        | Курбский сельский округ      |
| 11  | Большое Симоново | деревня | →1        | Мордвиновский сельский округ |
| 12  | Борисцево        | деревня | ↘2        | Меленковский сельский округ  |
| 13  | Васильевское     | село    | →28       | Курбский сельский округ      |
| 14  | Вощино           | деревня | ↘0        | Меленковский сельский округ  |
| 15  | Выездново        | деревня | →0        | Мордвиновский сельский округ |
| 16  | Гаврицы          | деревня | →0        | Мордвиновский сельский округ |
| 17  | Глинново         | деревня | ↗2        | Мордвиновский сельский округ |
| 18  | Голенцево        | деревня | ↘27       | Курбский сельский округ      |
| 19  | Гридино          | деревня | →2        | Курбский сельский округ      |
| 20  | Давыдково        | деревня | ↘7        | Курбский сельский округ      |
| 21  | Давыдово         | деревня | →0        | Мордвиновский сельский округ |
| 22  | Девятово         | деревня | ↗22       | Курбский сельский округ      |
| 23  | Дегтево          | село    | →14       | Курбский сельский округ      |
| 24  | Дмитриевское     | село    | ↘0        | Мордвиновский сельский округ |
| 25  | Дорогилино       | деревня | →0        | Курбский сельский округ      |
| 26  | Дубовицы         | деревня | →0        | Мордвиновский сельский округ |
| 27  | Дулепово         | деревня | ↗2        | Курбский сельский округ      |
| 28  | Ерденево         | деревня | ↘4        | Мордвиновский сельский округ |
| 29  | Ермольцево       | деревня | ↘0        | Мордвиновский сельский округ |
| 30  | Есемово          | деревня | ↘0        | Курбский сельский округ      |
| 31  | Ефремово         | деревня | →0        | Меленковский сельский округ  |
| 32  | Закоторосье      | деревня | →0        | Мордвиновский сельский округ |
| 33  | Запрудново       | деревня | ↘3        | Мордвиновский сельский округ |
| 34  | Иванищево        | деревня | ↘551      | Курбский сельский округ      |
| 35  | Иванцево         | деревня | ↘9        | Мордвиновский сельский округ |
| 36  | Ивково           | деревня | →0        | Курбский сельский округ      |
| 37  | Игрищи           | село    | ↗108      | Мордвиновский сельский округ |
| 38  | Исаево           | деревня | ↘0        | Мордвиновский сельский округ |
| 39  | Каблуково        | деревня | ↘46       | Курбский сельский округ      |
| 40  | Калачиха         | деревня | ↘3        | Мордвиновский сельский округ |
| 41  | Карповское       | деревня | ↘24       | Курбский сельский округ      |
| 42  | Клещево          | деревня | →0        | Мордвиновский сельский округ |
| 43  | Козьмодемьянск   | посёлок | ↘1446     | Меленковский сельский округ  |
| 44  | Козьмодемьянск   | село    | ↗8        | Меленковский сельский округ  |
| 45  | Колесово         | деревня | →0        | Мордвиновский сельский округ |
| 46  | Колокуново       | деревня | ↘2        | Курбский сельский округ      |
| 47  | Конищево         | деревня | →0        | Ширинский сельский округ     |
| 48  | Корнево          | деревня | ↘1        | Курбский сельский округ      |
| 49  | Котово           | деревня | ↘10       | Курбский сельский округ      |
| 50  | Кочегино         | деревня | ↘0        | Меленковский сельский округ  |
| 51  | Красково         | деревня | ↘0        | Мордвиновский сельский округ |
| 52  | Крюково          | деревня | ↗7        | Курбский сельский округ      |
| 53  | Курба            | село    | ↘1281     | Курбский сельский округ      |
| 54  | Курилово         | деревня | ↘0        | Меленковский сельский округ  |
| 55  | Лаптево          | деревня | ↘39       | Курбский сельский округ      |
| 56  | Лесково          | деревня | →0        | Мордвиновский сельский округ |
| 57  | Лопырево         | деревня | ↗5        | Мордвиновский сельский округ |
| 58  | Малое Макарово   | деревня | →1        | Курбский сельский округ      |
| 59  | Малое Симоново   | деревня | →0        | Мордвиновский сельский округ |
| 60  | Марьино          | деревня | ↗6        | Ширинский сельский округ     |
| 61  | Матвеево         | деревня | ↗10       | Меленковский сельский округ  |
| 62  | Меленки          | деревня | ↘82       | Меленковский сельский округ  |
| 63  | Михайловское     | село    | ↗27       | Курбский сельский округ      |
| 64  | Михеево          | деревня | ↗14       | Мордвиновский сельский округ |
| 65  | Мордвиново       | деревня | ↘614      | Мордвиновский сельский округ |
| 66  | Нагавки          | деревня | →0        | Курбский сельский округ      |
| 67  | Нагорное         | деревня | →0        | Курбский сельский округ      |
| 68  | Наумовское       | деревня | →0        | Ширинский сельский округ     |
| 69  | Никоновское      | деревня | →0        | Ширинский сельский округ     |
| 70  | Новленское       | село    | ↘58       | Курбский сельский округ      |
| 71  | Новоселки        | деревня | ↘3        | Мордвиновский сельский округ |
| 72  | Осташково        | деревня | ↗8        | Мордвиновский сельский округ |
| 73  | Павловское       | деревня | →0        | Мордвиновский сельский округ |
| 74  | Павлухино        | деревня | ↗1        | Мордвиновский сельский округ |
| 75  | Панфилки         | деревня | ↗4        | Меленковский сельский округ  |
| 76  | Петрунино        | деревня | →0        | Ширинский сельский округ     |
| 77  | Писцово          | деревня | ↘1        | Меленковский сельский округ  |
| 78  | Плотинки         | деревня | →0        | Меленковский сельский округ  |
| 79  | Подоль           | деревня | →2        | Мордвиновский сельский округ |
| 80  | Пономарево       | деревня | ↗1        | Курбский сельский округ      |
| 81  | Починки          | деревня | →0        | Меленковский сельский округ  |
| 82  | Починки          | деревня | ↗3        | Ширинский сельский округ     |
| 83  | Пуплышево        | деревня | ↘4        | Мордвиновский сельский округ |
| 84  | Резанино         | село    | ↘25       | Мордвиновский сельский округ |
| 85  | Рожновки         | деревня | →0        | Мордвиновский сельский округ |
| 86  | Сворково         | деревня | ↘0        | Ширинский сельский округ     |
| 87  | Седельницы       | деревня | ↘32       | Мордвиновский сельский округ |
| 88  | Семеновское      | деревня | ↗2        | Курбский сельский округ      |
| 89  | Семеновское      | деревня | →0        | Мордвиновский сельский округ |
| 90  | Семухино         | деревня | →1        | Мордвиновский сельский округ |
| 91  | Сидоровское      | село    | →0        | Мордвиновский сельский округ |
| 92  | Скрипино         | деревня | ↗7        | Курбский сельский округ      |
| 93  | Слободка         | деревня | ↗18       | Курбский сельский округ      |
| 94  | Соловарово       | деревня | →3        | Ширинский сельский округ     |
| 95  | Солонец          | село    | ↗7        | Меленковский сельский округ  |
| 96  | Старово          | деревня | →0        | Курбский сельский округ      |
| 97  | Суховерково      | деревня | →0        | Курбский сельский округ      |
| 98  | Тимохино         | деревня | →0        | Ширинский сельский округ     |
| 99  | Трощеево         | деревня | ↗10       | Курбский сельский округ      |
| 100 | Филинское        | деревня | →0        | Курбский сельский округ      |
| 101 | Хламовское       | деревня | →0        | Курбский сельский округ      |
| 102 | Хренино          | деревня | ↗9        | Курбский сельский округ      |
| 103 | Черемсаново      | деревня | ↘0        | Курбский сельский округ      |
| 104 | Чуркино          | деревня | →0        | Ширинский сельский округ     |
| 105 | Ширинье          | село    | ↘382      | Ширинский сельский округ     |
| 106 | Щеколдино        | деревня | →0        | Мордвиновский сельский округ |
| 107 | Щукино           | деревня | ↘3        | Мордвиновский сельский округ |
| 108 | Юково            | деревня | →0        | Меленковский сельский округ  |
| 109 | Юрино            | деревня | ↘0        | Курбский сельский округ      |

### Упразднённые населённые пункты
В 2022 году упразднены деревни Дряхлово и Тарасцево Курбского сельского округа.

## Археология
В 10—12 км от Стрелки Ярославля во второй половине X — начале XI века у села Михайловское существовало Михайловское протогородское поселение, жители которых занимались ремеслом и торговлей. Группа курганов (свыше 400 насыпей) исследовались с конца XIX века по 1961 год. Погребения содержали как трупосожжения, так и трупоположения (за Волгой). После основания укреплённого Ярославля поселение не выдержало конкуренции и исчезло.